# Sonja Nordenswan
Sonja Nordenswan, född 1958, är en finlandssvensk/åländsk författare. 
Nordenswan debuterade som romanförfattare 2007, hennes andra roman Blues från ett krossat världshus nominerades som Ålands första kandidat till Nordiska rådets litteraturpris 2011.

## Bibliografi

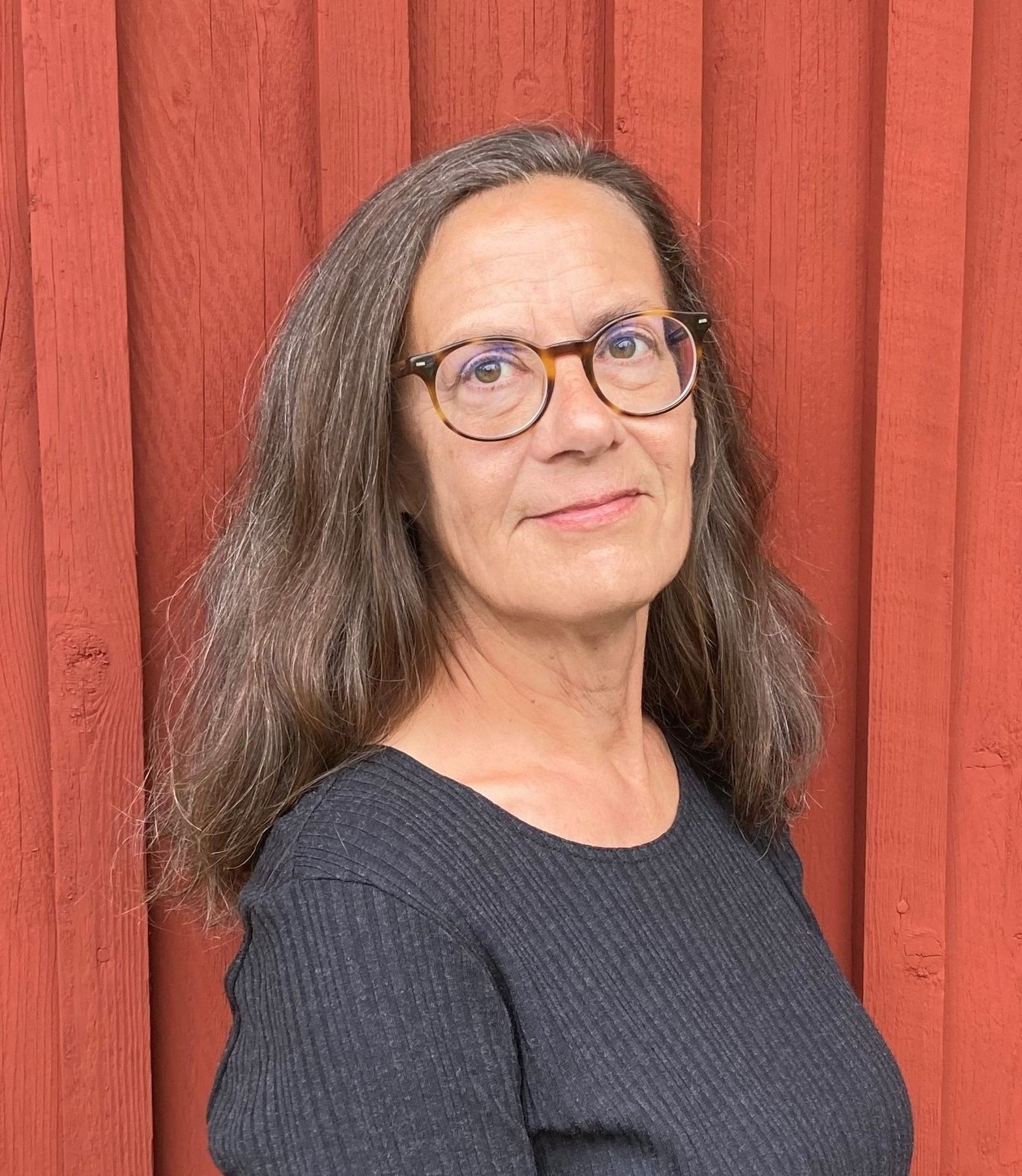
Sonja Nordenswan